# عذم غنمي
العذم الغنمي (باللاتينية: Stipa balancae) نوع نباتي يتبع جنس العذم من الفصيلة النجيلية.

## الموئل والانتشار
موطنه المغرب العربي.